# Prospero elisae
Prospero elisae är en sparrisväxtart som beskrevs av Franz Speta. Prospero elisae ingår i släktet Prospero och familjen sparrisväxter. Inga underarter finns listade i Catalogue of Life.